# Coats (Kansas)
Coats és una població dels Estats Units a l'estat de Kansas. Segons el cens del 2000 tenia 112 habitants.

## Demografia
Segons el cens del 2000, Coats tenia 112 habitants, 51 habitatges, i 32 famílies. La densitat de població era de 216,2 habitants per km².
Dels 51 habitatges en un 25,5% hi vivien nens de menys de 18 anys, en un 60,8% hi vivien parelles casades, en un 3,9% dones solteres, i en un 35,3% no eren unitats familiars. En el 35,3% dels habitatges hi vivien persones soles el 25,5% de les quals corresponia a persones de 65 anys o més que vivien soles. El nombre mitjà de persones vivint en cada habitatge era de 2,2 i el nombre mitjà de persones que vivien en cada família era de 2,85.
Per edats la població es repartia de la següent manera: un 25% tenia menys de 18 anys, un 5,4% entre 18 i 24, un 21,4% entre 25 i 44, un 19,6% de 45 a 60 i un 28,6% 65 anys o més.
L'edat mediana era de 44 anys. Per cada 100 dones de 18 o més anys hi havia 78,7 homes.
La renda mediana per habitatge era de 23.750 $ i la renda mediana per família de 29.583 $. Els homes tenien una renda mediana de 26.250 $ mentre que les dones 17.188 $. La renda per capita de la població era de 12.985 $. Entorn del 20% de les famílies i el 20,9% de la població estaven per davall del llindar de pobresa.

## Poblacions més properes
El següent diagrama mostra les poblacions més properes.